# Лакаамен 11
Лакаамен 11 (англ. Lakahahmen 11) — індіанська резервація в Канаді, у провінції Британська Колумбія, у межах регіонального округу Фрейзер-Велі.

## Населення
За даними перепису 2016 року, індіанська резервація нараховувала 177 осіб, показавши скорочення на 4,3%, порівняно з 2011-м роком. Середня густина населення становила 442,5 осіб/км².
З офіційних мов обидвома одночасно володіли 5 жителів, тільки англійською — 165. Усього 5 осіб вважали рідною мовою не одну з офіційних.
Працездатне населення становило 57,1% усього населення, усі були зайняті.

## Клімат
Середня річна температура становить 9,9°C, середня максимальна – 20,8°C, а середня мінімальна – -2,3°C. Середня річна кількість опадів – 1 746 мм.
| Клімат поселення                              | Клімат поселення | Клімат поселення | Клімат поселення | Клімат поселення | Клімат поселення | Клімат поселення | Клімат поселення | Клімат поселення | Клімат поселення | Клімат поселення | Клімат поселення | Клімат поселення | Клімат поселення |
| Показник                                      | Січ.             | Лют.             | Бер.             | Квіт.            | Трав.            | Черв.            | Лип.             | Серп.            | Вер.             | Жовт.            | Лист.            | Груд.            |                  |
| Середній максимум, °C                         | 6,87             | 8,95             | 11,16            | 13,67            | 16,88            | 19,53            | 20,18            | 20,83            | 17,91            | 13,43            | 8,72             | 5,59             |                  |
| Середня температура, °C                       | 2,31             | 4,37             | 6,60             | 9,12             | 12,33            | 14,93            | 17,20            | 17,83            | 14,91            | 10,46            | 5,74             | 2,60             |                  |
| Середній мінімум, °C                          | −2,25            | −0,2             | 2,03             | 4,55             | 7,77             | 10,38            | 14,18            | 14,84            | 11,94            | 7,46             | 2,73             | −0,41            |                  |
| Норма опадів, мм                              | 233              | 167              | 154              | 133              | 101              | 84               | 62               | 60               | 88               | 177              | 265              | 222              |                  |
| Середньомісячна швидкість вітру, м/с          | 3.18             | 3.10             | 3.16             | 3.07             | 2.95             | 2.92             | 2.85             | 2.62             | 2.40             | 2.58             | 3.08             | 3.21             |                  |
| Середньомісячна сонячна радіація, кДж/м²·день | 3237             | 6286             | 10033            | 15042            | 18693            | 20213            | 21554            | 18529            | 13242            | 7185             | 3596             | 2531             |                  |
| --------------------------------------------- | ---------------- | ---------------- | ---------------- | ---------------- | ---------------- | ---------------- | ---------------- | ---------------- | ---------------- | ---------------- | ---------------- | ---------------- | ---------------- |
| Джерело:                                      |                  |                  |                  |                  |                  |                  |                  |                  |                  |                  |                  |                  |                  |